# Desa Gunungkarung (administrativ by i Indonesien, lat -7,00, long 108,65)
Desa Gunungkarung är en administrativ by i Indonesien.   Den ligger i provinsen Jawa Barat, i den västra delen av landet, 220 km öster om huvudstaden Jakarta.